# 龙岗火山群
龙岗火山群是中华人民共和国吉林省辉南县、靖宇县和抚松县境内的一个火山群，其地理位置为东经127°，北纬43°。这个火山群共有260多个火山锥，分布在2000平方公里的面积上，是中国境内火山锥密度最高的火山群。火山锥的高度在200至400米之间。整个火山群是在更新世晚期至中新世中期形成的，虽然目前处于休眠状态，但是理论上依然有恢复活动的可能性。
这个火山群及其部分地区现已被设立为龙湾国家级自然保护区、龙湾群国家森林公园、靖宇火山矿泉群国家地质公园。
Template:Volcanoes of China